# Schloss Schwedt

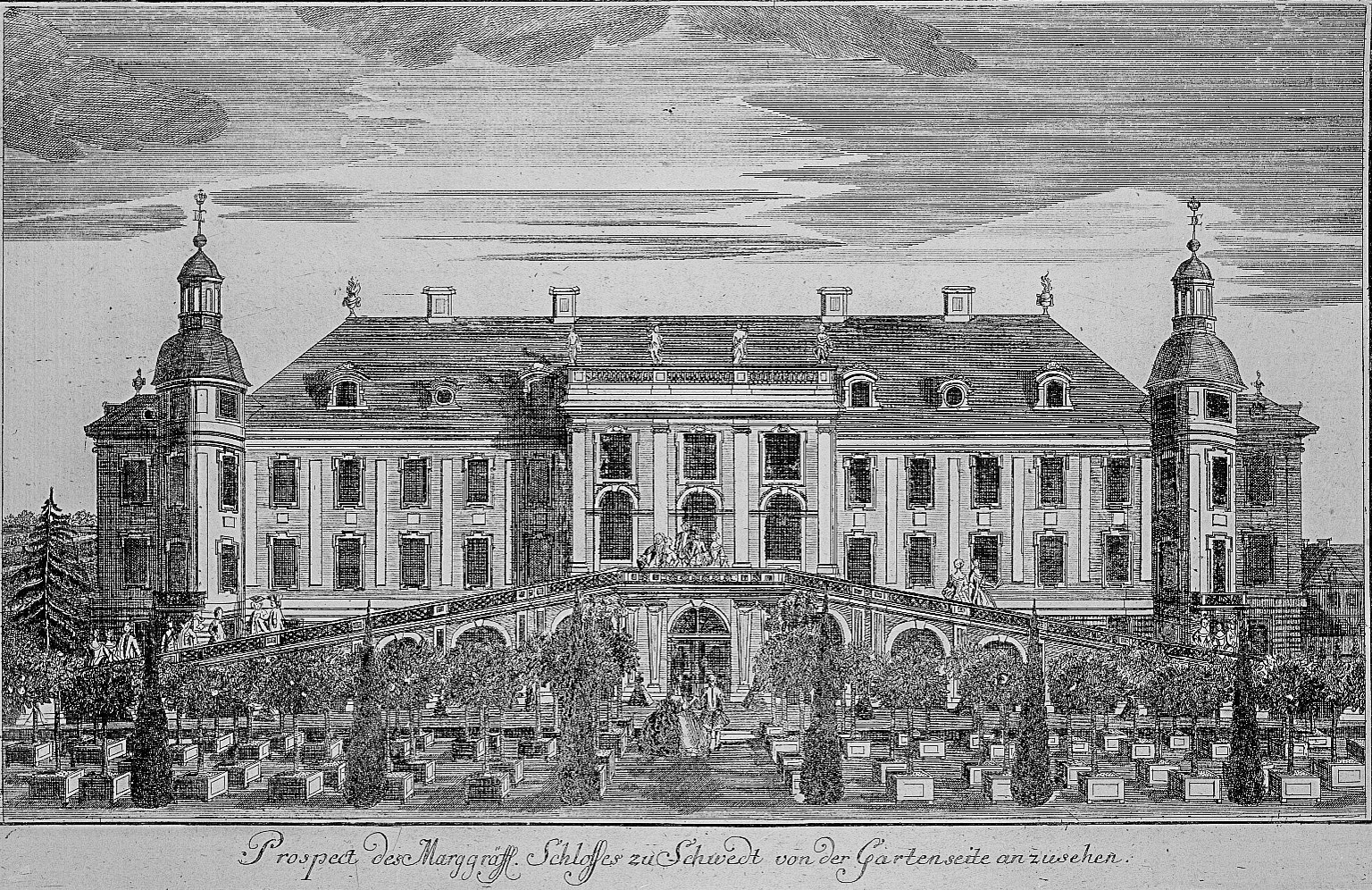
Gartenseite von Schloss Schwedt

Das Schwedter Schloss in der gleichnamigen Stadt Schwedt in Brandenburg war die Residenz der hohenzollernschen Nebenlinie Brandenburg-Schwedt. Das Schloss wurde im Zweiten Weltkrieg schwer beschädigt und die Ruinen 1962 gesprengt.

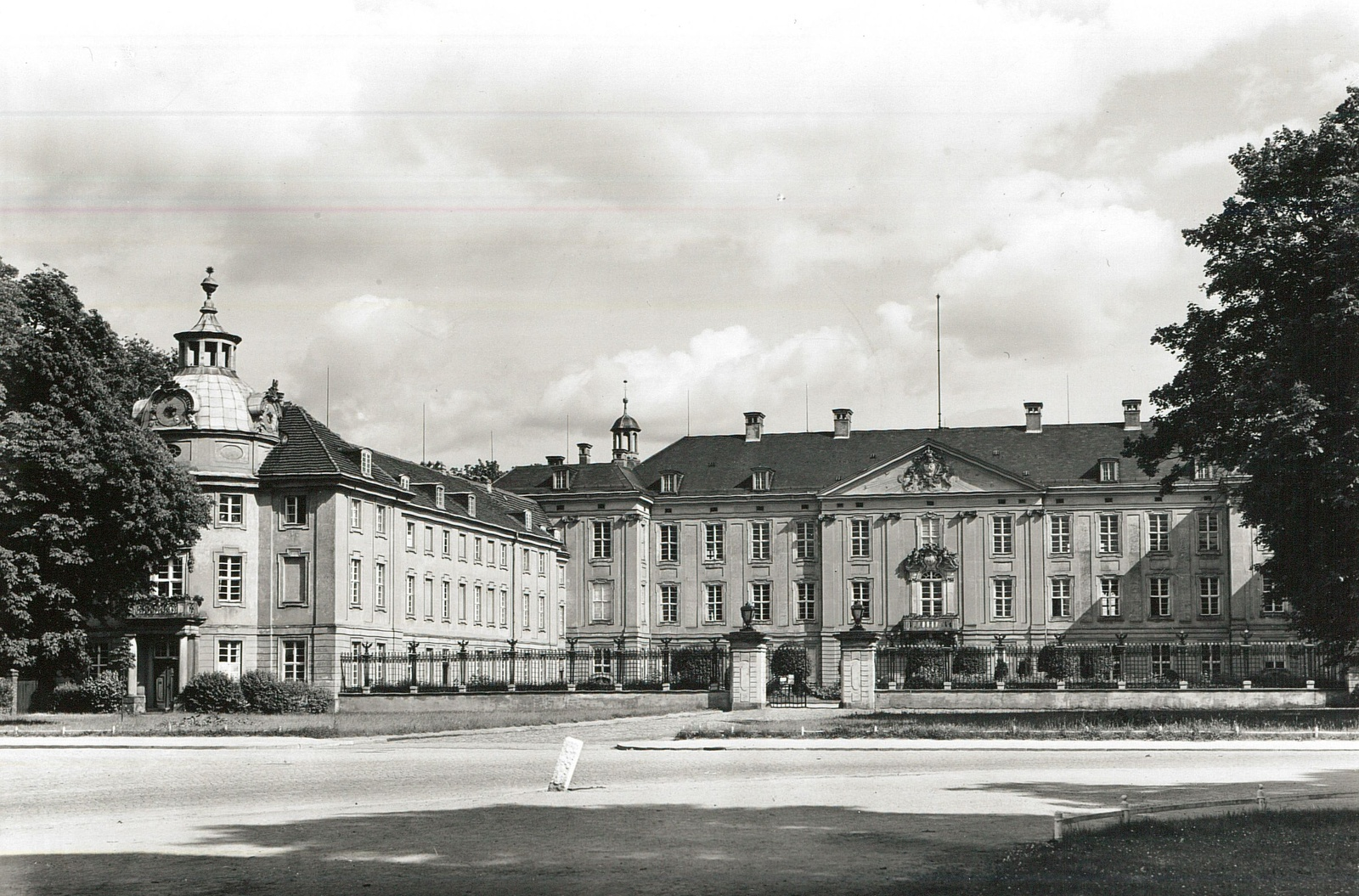
Schloss Schwedt, Fotopostkarte von 1938

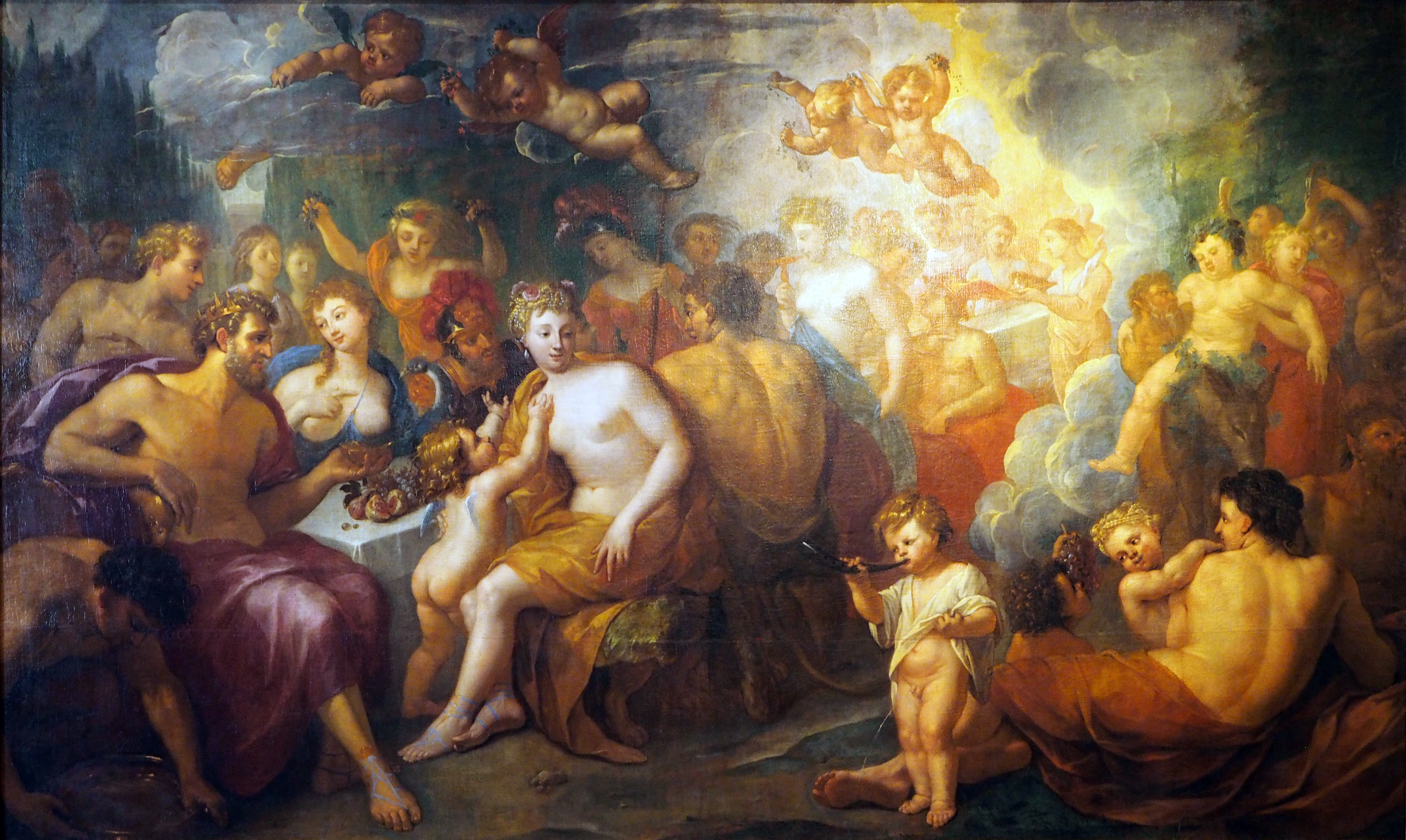
„Götter im Olymp“ von Nicolaes Wieling – möglicherweise aus dem Schwedter Schloss, 1689 im Nachlassverzeichnis der Kurfürstin Dorothea verzeichnet

## Das Schwedter Schloss
Im 17. Jahrhundert war Schwedt als Lehen vergeben und wurde durch Initiative von Kurfürstin Dorothea 1670 ausgelöst. Die Kurfürstin war die zweite Frau des Großen Kurfürsten, Friedrich Wilhelm von Brandenburg, und wünschte, ihrem ältesten Sohn Philipp Wilhelm, der keine Aussichten auf eine Thronfolge hatte, eine angemessene Residenz hinterlassen zu können. Schon kurz nach dem Ankauf wurde Cornelis Ryckwaert, ein holländischer Architekt, mit dem Aus- und Umbau des alten, aus der Renaissancezeit stammenden Schwedter Schlosses beauftragt. Der Vorgängerbau aus den Jahren 1553 bis 1569 war infolge des Dreißigjährigen Krieges in einem ruinösen Zustand. Die Arbeiten an dem Neubau, in den die erhaltenen Bauteile integriert wurden, dauerten bis 1685 an. Von 1701 bis 1704 wurde der Nordflügel durch Martin Heinrich Böhme errichtet. Das Schloss war zu diesem Zeitpunkt eine typisch barocke, dreiflügelige Anlage, die sich an niederländischen Vorbildern orientierte. Die Gartenfassade war von zwei Türmen gerahmt und der Mittelbau durch einen giebelgeschmückten Risalit betont. Zur stadtseitigen Fassade mit dem großen Ehrenhof führte eine 100 Meter breite Kastanienallee. Der Gartenfassade war ein Barockpark vorgelagert. In den Jahren 1778 bis 1780 errichtete der Schwedter Landbaumeister Georg Wilhelm Berlischky in der Achse des Schlosses das 2 Kilometer entfernte, noch erhaltene Lustschloss „Monplaisir“.

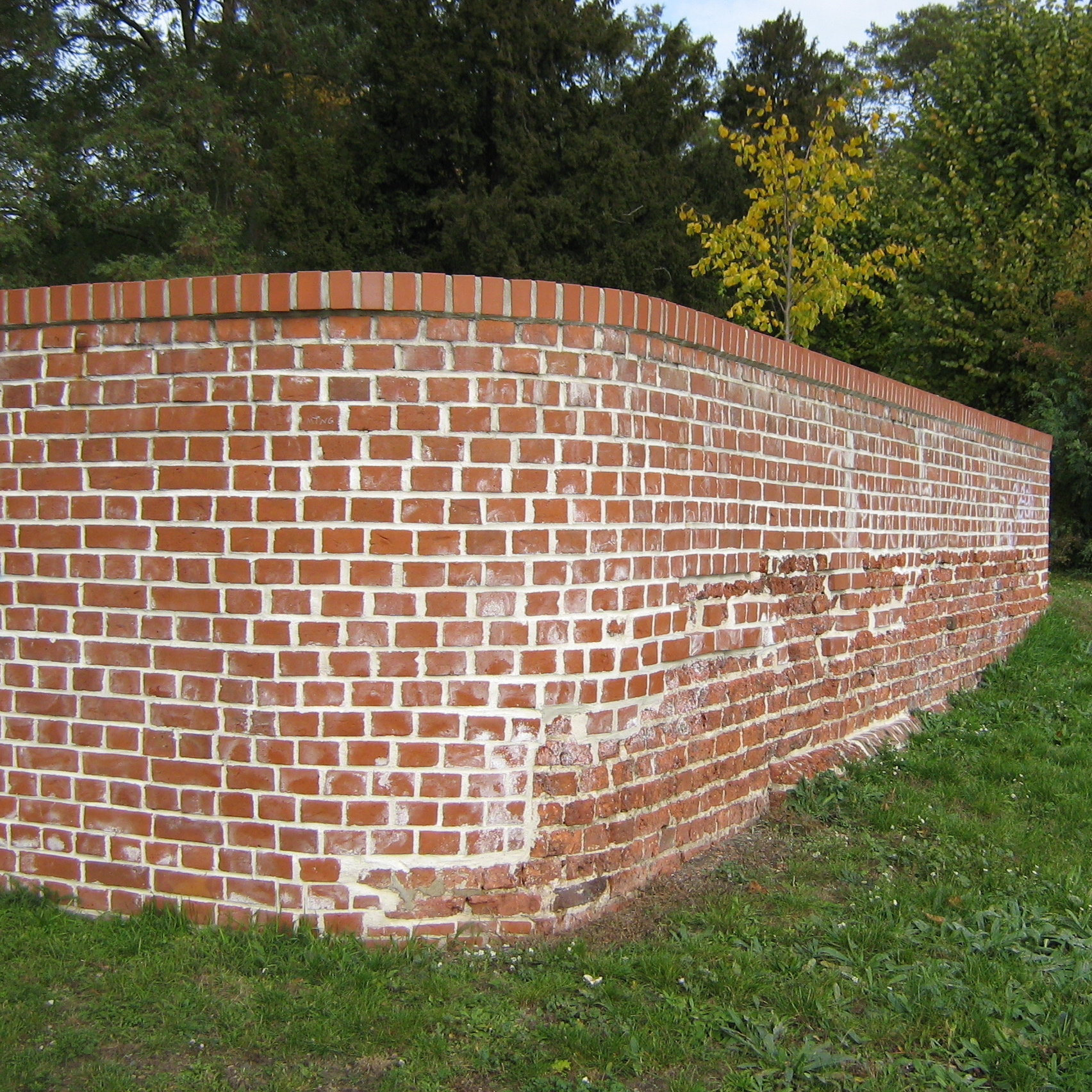
Teil der Westbastion des Schlossgartens

Das Schwedter Schloss war ab 1689 bis zum Ende des 18. Jahrhunderts bewohnt, stand im 19. und 20. Jahrhundert jedoch die größte Zeit leer. 1794 geriet es kurzzeitig an Friedrich Ludwig Karl von Preußen, unter dessen Auftrag eine Reihe der Wohnräume durch Friedrich Gilly im Stil des Klassizismus umgestaltet wurden. Ab 1904 wurde das Schloss durch einen Sohn Albrechts von Preußen bewohnt und verblieb bis 1945 im Besitz der Hohenzollernfamilie.
Im Zuge der Kämpfe des Zweiten Weltkrieges wurde das Schloss im Frühjahr 1945 durch Granatbeschuss schwer beschädigt. Die Ruinen wurden auf Veranlassung Walter Ulbrichts 1962 gesprengt und die letzten Überreste bis 1969 beseitigt. An der Stelle des Schlosses wurde ein Kulturhaus errichtet, das heute die Uckermärkischen Bühnen Schwedt beherbergt.
Der ehemalige Schlossgarten wurde in den Jahren 2009 bis 2012 zum Europäischen Hugenottenpark umgestaltet. An historischen Spuren finden sich dort neben dem Altbaumbestand die Kopien sieben barocker Sandsteinplastiken, deren Originale von Friedrich Christian Glume gestaltet wurden, sowie eine historische Sonnenuhr von 1740.
Im östlichen Abschnitt des Parks wurde durch privates Engagement teilweise der historische Gartenzaun wiedererrichtet und 2010 eingeweiht.
Am 13. April 2018 wurde ein Modell des Schwedter Stadtschlosses im Maßstab 1:33 feierlich enthüllt. Es konnte durch Spenden ansässiger Firmen und Schwedter Bürger realisiert werden. Es ist aus Zinkdruckguss mit einem Farbanstrich in Bronzepatina und ruht auf einem Sandsteinsockel.